# Grimoaldo III de Benevento
Grimoaldo III (nacido c. 760 - muerto en el 806) fue príncipe de Benevento lombardo desde la muerte de su padre, Arechis II, en el 787 hasta su muerte. 
Era el segundo de los hijos de Arechis II y Adelperga, duques de Benevento. Su abuelo materno era el rey Desiderio de Lombardía, que en el 774 fue derrocado por Carlomagno adueñándose éste del reino del norte. Este suceso fue aprovechado por Arechis para intentar proclamarse rey de los Lombardos, pero ante la amenaza de ser invadido por Carlomagno, desistió y se proclamó solamente Príncipe, título que en adelante se daría a los duques de Benevento. 
Tras un periodo de relativa calma en el ducado, Carlomagno invade en 787 Benevento y somete a Arechis II. Como fianza que aseguraría la paz y el reconocimiento de la soberanía de Carlomagno, Grimoaldo y su hermano mayor Romualdo son enviados como rehenes a la corte de Carlomagno. Arechis reconoció la soberanía de Carlomagno, aunque mantuvo una extensa autonomía. 
Tras la muerte de su padre y de su hermano mayor, en el 788, vuelve a su tierra como heredero del Principado de Benevento tras prometer que reconocería a Carlomagno como soberano. Sin embargo, al poco tiempo tiene que hacer frente a una invasión del ejército bizantino. Los griegos, enemigos de los francos, se habían aliado con Adelchis, hijo de Desiderio y tío de Grimoaldo. Adelchis consideraba que por ser heredero del último rey lombardo estaba legitimado a gobernar el último territorio independiente lombardo. Un ejército franco a las órdenes de Winigis e Hildeprando de Spoleto se unió a Grimoaldo y venció a Adelchis en la costa nada más desembarcar. 
Más tarde Grimoaldo intentaría deshacerse de la soberanía franca, pero los hijos de Carlomagno, le obligan a someterse en el 792. No obstante, Benevento estaba en camino para su completa independencia, y con todo, la autoridad carolingia fue siempre muy leve. 
Grimoaldo III está enterrado en la catedral de Salerno.